# Sântejude-Vale
Sântejude-Vale – wieś w Rumunii, w okręgu Kluż, w gminie Țaga. W 2011 roku liczyła 74 mieszkańców.